# Észak-Korea az 1976. évi nyári olimpiai játékokon
Észak-Korea a kanadai Montréalban megrendezett 1976. évi nyári olimpiai játékok egyik részt vevő nemzete volt. Az országot az olimpián 8 sportágban 38 sportoló képviselte, akik összesen 2 érmet szereztek.

## Érmesek
| Érem  | Versenyző                 | Sportág   | Versenyszám |
| ----- | ------------------------- | --------- | ----------- |
| Arany | Ku Jongdzso (Gu Yeong-jo) | Ökölvívás | Harmatsúly  |
| Ezüst | Ri Bjonguk (Ri Byeonguk)  | Ökölvívás | Papírsúly   |

## Atlétika
Férfi
| Versenyző                        | Versenyszám | Döntő   | Döntő    |
| Versenyző                        | Versenyszám | Idő     | Helyezés |
| -------------------------------- | ----------- | ------- | -------- |
| Cshö Cshangszop (Choe Chang-sop) | Maraton     | 2:16:33 | 12.      |
| Kim Cshangszon (Kim Chang-Son)   | Maraton     | 2:27:38 | 44.      |
| Ko Cshunszon (Koh Chun-Son)      | Maraton     | 2:31:54 | 52.      |

## Birkózás
Szabadfogású
| Versenyző                 | Versenyszám | 1. forduló                                  | 2. forduló                      | 3. forduló                      | 4. forduló                      | 5. forduló              | 6. forduló        | Döntő             | Helyezés    |
| Versenyző                 | Versenyszám | Ellenfél Eredmény                           | Ellenfél Eredmény               | Ellenfél Eredmény               | Ellenfél Eredmény               | Ellenfél Eredmény       | Ellenfél Eredmény | Ellenfél Eredmény | Helyezés    |
| ------------------------- | ----------- | ------------------------------------------- | ------------------------------- | ------------------------------- | ------------------------------- | ----------------------- | ----------------- | ----------------- | ----------- |
| Ri Jongnam (Li Yong-Nam)  | 48 kg       | Kim Hvagjong (Kim Hwa-gyeong) (KOR) · 11-10 | Claudio Pollio (ITA) · 35-7     | Sobhan Rouhi (IRI) · 13-14      | erőnyerő                        | Kudó Akira (JPN) · 2-16 |                   | kiesett           | 6.          |
| Ri Bongszun (Li Bong-Sun) | 52 kg       | Diego Lo Brutto (FRA) · 21-16               | Fritz Niebler (FRG) · kétvállas | Eloy Abreu (CUB) · 12-16        | Alekszandr Ivanov (URS) · 19-22 | kiesett                 |                   | kiesett           | 7.          |
| Ri Hophjong (Li Ho-Pyong) | 57 kg       | Vlagyimir Jumin (URS) · 5-20                | erőnyerő                        | Zbigniew Żedzicki (POL) · 13-10 | Arai Maszao (JPN) · 7-18        | kiesett                 | kiesett           | kiesett           | helyezetlen |

## Cselgáncs
| Versenyző                    | Versenyszám  | Csoport | Selejtező         | 32-es főtábla                          | Nyolcaddöntő                | Negyeddöntő       | Elődöntő          | Vigaszág negyeddöntő   | Vigaszág elődöntő        | Bronz- mérkőzés   | Döntő             | Helyezés    |
| Versenyző                    | Versenyszám  | Csoport | Ellenfél Eredmény | Ellenfél Eredmény                      | Ellenfél Eredmény           | Ellenfél Eredmény | Ellenfél Eredmény | Ellenfél Eredmény      | Ellenfél Eredmény        | Ellenfél Eredmény | Ellenfél Eredmény | Helyezés    |
| ---------------------------- | ------------ | ------- | ----------------- | -------------------------------------- | --------------------------- | ----------------- | ----------------- | ---------------------- | ------------------------ | ----------------- | ----------------- | ----------- |
| Pak Jongun (Pak Yong-Un)     | Könnyűsúly   | B       |                   | Osman Yanar (TUR) · visszalépett       | kiesett                     | kiesett           | kiesett           |                        |                          |                   |                   | helyezetlen |
| Csha Dujong (Cha Du-yong)    | Váltósúly    | A       |                   | Shagdaryn Chanrav (MGL) · visszalépett | kiesett                     | kiesett           | kiesett           |                        |                          |                   |                   | helyezetlen |
| Csong Incshol (Jong In-Chol) | Középsúly    | B       |                   | Kiril Petkov (BUL) · visszalépett      | Szonoda Iszamu (JPN) · V    |                   |                   | Paul Buganey (AUS) · V | kiesett                  | kiesett           |                   | 9.          |
| An Ungnam (An Ung-Nam)       | Félnehézsúly | B       | erőnyerő          | Cancso Atanaszov (BUL) · GY            | Ninomija Kazuhiro (JPN) · V |                   |                   | Fahed Salem (KUW) · GY | Dietmar Lorenz (GDR) · V | kiesett           |                   | 7.          |
| Pak Csonggil (Pak Jong-Gil)  | Nehézsúly    | A       |                   | erőnyerő                               | Szerhij Novikov (URS) · V   |                   |                   | Endó Szumio (JPN) · V  | kiesett                  | kiesett           |                   | 9.          |
| Pak Csonggil (Pak Jong-Gil)  | Nyílt        | A       |                   | José Cornavaca (NCA) · GY              | Uemura Haruki (JPN) · V     |                   |                   |                        | Jean-Luc Rougé (FRA) · V | kiesett           |                   | 7.          |

## Íjászat
| Versenyző                      | Versenyszám | 1. forduló | 1. forduló | 2. forduló | 2. forduló | Összesítés | Összesítés |
| Versenyző                      | Versenyszám | Pont       | Hely.      | Pont       | Hely.      | Pont       | Helyezés   |
| ------------------------------ | ----------- | ---------- | ---------- | ---------- | ---------- | ---------- | ---------- |
| Csang Szunjong (Jang Sun-Yong) | Női egyéni  | 1200       | 5.         | 1205       | 6.         | 2405       | 4.         |
| Han Szunhi (Han Sun-Hi)        | Női egyéni  | 1163       | 10.        | 1184       | 11.        | 2347       | 10.        |

## Labdarúgás
| Észak-koreai labdarúgócsapat-játékoskeret | Észak-koreai labdarúgócsapat-játékoskeret |
| --- | --- |
| - An Gilvan (An Gil-Wan) - An Szeuk (An Se-Uk) - Csha Dzsongszok (Cha Jong-Sok) - Hong Szongnam (Hong Song-Nam) - Csin Incshol (Jin In-Chol) - Kim Gvangszok (Kim Gwang-Sok) - Kim Ilnam (Kim Il-Nam) - Kim Dzsongmin | - Kim Mugil (Kim Mu-Gil) - Ri Hijon (Li Hi-Yon) - Ma Dzsongu (Ma Jong-U) - Mjong Dongcshan (Myong Dong-Chan) - Pak Csonghun (Pak Jong-Hun) - Pak Kjonggvon (Pak Kyong-Won) - Jang Szongguk (Yang Song-Guk) |

### Eredmények
Csoportkör
D csoport
| Csapat      | M            | Gy           | D            | V            | G+           | G–           | Gk           | P            |
| ----------- | ------------ | ------------ | ------------ | ------------ | ------------ | ------------ | ------------ | ------------ |
| Szovjetunió | 2            | 2            | 0            | 0            | 5            | 1            | +4           | 4            |
| Észak-Korea | 2            | 1            | 0            | 1            | 3            | 4            | –1           | 2            |
| Kanada      | 2            | 0            | 0            | 2            | 2            | 5            | –3           | 0            |
| Zambia      | visszalépett | visszalépett | visszalépett | visszalépett | visszalépett | visszalépett | visszalépett | visszalépett |

| 1976. július 21. 12:00 |

| Észak-Korea (PRK)                                             | 3–1               | Kanada      |
| ------------------------------------------------------------- | ----------------- | ----------- |
| An Szeuk (An Se-Uk) 18' Hong Szongnam (Hong Song-Nam) 66' 80' | (1–0) Jegyzőkönyv | Douglas 51' |

| Varsity Stadium, Toronto Nézőszám: 12 638 Játékvezető: Marco Antonio Dorantes (mexikói) |

| 1976. július 23. 12:00 |

| Szovjetunió (URS)                                   | 3–0               | Észak-Korea                |
| --------------------------------------------------- | ----------------- | -------------------------- |
| Kolotov 76' (11-esből) Veremejev 81' 85′ Blohin 89' | (0–0) Jegyzőkönyv | An Gilvan (An Gil-Wan) 74′ |

| Lansdowne Park, Ottawa Nézőszám: 15 233 Játékvezető: Emilio Guruceta-Muro (spanyol) |

Negyeddöntő
| 1976. július 25. 12:00 |

| Lengyelország (POL)                           | 5–0               | Észak-Korea             |
| --------------------------------------------- | ----------------- | ----------------------- |
| Szarmach 13' 49' Lato 59' 79' Szymanowski 64' | (1–0) Jegyzőkönyv | An Szeuk (An Se-Uk) 56′ |

| Olimpiai Stadion, Montréal Nézőszám: 46 885 Játékvezető: Paul Schiller (osztrák) |

| Csapat            | Helyezés |
| ----------------- | -------- |
| Észak-Korea (PRK) | 8.       |

## Ökölvívás
| Versenyző                   | Versenyszám | Selejtező         | 32-es főtábla               | Nyolcaddöntő                    | Negyeddöntő                      | Elődöntő                    | Döntő                       | Helyezés |
| Versenyző                   | Versenyszám | Ellenfél Eredmény | Ellenfél Eredmény           | Ellenfél Eredmény               | Ellenfél Eredmény                | Ellenfél Eredmény           | Ellenfél Eredmény           | Helyezés |
| --------------------------- | ----------- | ----------------- | --------------------------- | ------------------------------- | -------------------------------- | --------------------------- | --------------------------- | -------- |
| Ri Bjonguk (Ri Byeong-uk)   | Papírsúly   |                   | Sidney McKnight (CAN) · KO  | Henryk Średnicki (POL) · 3-2    | Armando Guevara (VEN) · 4-1      | Payao Poontarat (THA) · RSC | Jorge Hernández (CUB) · 1-4 |          |
| Csong Dzsoung (Jong Jo-ung) | Légsúly     | erőnyerő          | Joachim Schür (FRG) · RSC   | Vicente Rodríguez (ESP) · 3-2   | Davit Toroszjan (URS) · 0-5      | kiesett                     | kiesett                     | 5.       |
| Ku Jongdzso (Gu Yeong-jo)   | Harmatsúly  | erőnyerő          | Faredin Ibrahim (ROU) · 4-1 | Cacso Andrejkovszki (BUL) · 5-0 | Veerachat Saturngrum (THA) · 5-0 | Patrick Cowdell (GBR) · 4-1 | Charles Mooney (USA) · 5-0  |          |

## Sportlövészet
Nyílt
| Versenyző                   | Versenyszám           | Pont | Helyezés |
| --------------------------- | --------------------- | ---- | -------- |
| Szo Gilszan (So Gil-San)    | Gyorstüzelő pisztoly  | 587  | 15.      |
| Jun Cshangho (Yun Chang-Ho) | Gyorstüzelő pisztoly  | 584  | 30.      |
| Ri Mangu (Li Man-Gu)        | Futócéllövészet       | 553  | 15.      |
| Kim Gjongho (Kim Gyong-Ho)  | Sportpuska, fekvő     | 581  | 64.      |
| Kim Gjongho (Kim Gyong-Ho)  | Sportpuska, összetett | 1127 | 39.      |
| Ri Hodzsun (Li Ho-Jun)      | Sportpuska, összetett | 1152 | 6.       |
| Ri Unhva (Li Un-Hwa)        | Skeet                 | 170  | 62.      |

## Súlyemelés
| Versenyző                  | Versenyszám | Szakítás | Szakítás | Lökés                    | Lökés                    | Összesen | Helyezés |
| Versenyző                  | Versenyszám | Eredmény | Helyezés | Eredmény                 | Helyezés                 | Összesen | Helyezés |
| -------------------------- | ----------- | -------- | -------- | ------------------------ | ------------------------ | -------- | -------- |
| Im Dzseho (Im Jae-Ho)      | 52 kg       | 90,0     | 11.*     | 120,0                    | 10.                      | 210,0    | 10.      |
| Han Gjongsi (Han Gyong-Si) | 56 kg       | 110,0    | 4.       | érvényes kísérlet nélkül | érvényes kísérlet nélkül | kiesett  | kiesett  |
| Om Dzsongguk (Om Jong-Guk) | 56 kg       | 110,0    | 10.      | 145,0                    | 7.                       | 255,0    | 8.       |

* - egy másik versenyzővel azonos eredményt ért el